# Neoalosterna rubida
Neoalosterna rubida là một loài bọ cánh cứng trong họ Cerambycidae.